# Джабаву, Джон Тенго
Джабаву, Джон Тенго (коса Jabavu, John Tengo) (11 января 1859 — 10 сентября 1921) — южноафриканский журналист и общественный деятель.

## Биография
Родился 11 января 1859 года в небольшой деревушке Тйотйора в окрестностях Форт-Бофорта в Капской колонии Великобритании. Он принадлежал к этнической общности мфенгу (финго) — потомкам переселенцев из Натала. Его отец был регентом церковного хора в миссии Хилдтаун, и здесь же Джабаву поступил в начальную школу. Проявив хорошие способности в математике и литературе, он продолжил своё обучение в учительской семинарии, по завершении которой в 1875 году занял пост учителя начальной школы в округе Сомерсет-Ист. После нескольких лет упорных занятий он в 1883 году выдержал вступительные экзамены в Кейптаунский университет, что до него смог сделать лишь один представитель коренного населения Южной Африки.
В 1881 г. Джабаву занял пост редактора первой африканской газеты «Исигидими самакоса» (Вестник ко́са), издававшейся в Лавдейле с 1870 года. Став редактором «Исигидими», Джабаву значительную часть публикаций отводил отчетам о дебатах в капском парламенте, высказывался в поддержку политиков либерального направления, выступавших против наиболее одиозных законодательных мер, направленных против африканцев.
Политическая направленность деятельности Джабаву привела к его отставке с поста редактора после истечения 3-летнего контракта. Однако должность редактора газета осталась за африканцем — на место Джабаву заступил Уильям Г’оба. Со смертью последнего газета прекратила своё существование.
Джабаву, однако, не ушел из политической жизни. При поддержке либеральных политиков Капской колонии он в 1884 году основал первую африканскую газету «Имво забанцунду». На её страницах Джабаву указывал на недостатки колониальной системы, обличал дискриминационные меры по отношению к африканцам. Однако политические взгляды Джабаву отличались достаточной умеренностью. Даже несмотря на принятие капским парламентом ряда законодательных мер по ограничению избирательных прав африканцев в Капской колонии, Джабаву продолжал поддерживать белых политиков.
С 1897 году с «Имво» за симпатии чернокожих читателей стала бороться новая африканская газета «Изви лабанту», редактором которой был священник Уолтер Рубусана. В это же время меняется политическая ориентация самого Джабаву. От поддержки проанглийской партии «прогрессистов» в капском парламенте он переходит к агитации в пользу Африканер Бонда (Союз африканеров), представлявшего интересы африканеров Капской колонии.
В годы англо-бурской войны 1899—1902 годов Джабаву, в отличие от большинства других африканских общественных деятелей, выступил против политики Великобритании, что привело к временному закрытию его газеты в 1901 году.
После завершения англо-бурской войны Джабаву продолжил активную политическую и общественную деятельность. В 1909 году он вместе с другими африканцами отправился в Лондон для участия в агитации против утверждения британским парламентом «Акта о Южной Африке», лишавшего представителей коренного населения права участвовать в выборах депутатов законодательного собрания будущего Южно-Африканского Союза. Он выступил против избрания в парламент Капской провинции У. Рубусаны, утверждая, что это лишь спровоцирует дальнейшее ограничение политических прав африканцев. Не принял Джабаву и образование в 1912 году Южноафриканского туземного национального конгресса (будущий АНК), возражая против расового принципа его организации. В пику ему он основал Конгресс южноафриканских рас. Но самым одиозным его поступком стала поддержка, оказанная «Закону о земле туземцев», согласно которому за пределами резерватов, составлявших лишь 8 % территории страны, африканцы лишались права владеть землей. Этот закон открыл дорогу для территориальной сегрегации в масштабах всего ЮАС. На выборах в нижнюю палату капского парламента в 1914 году он выставил свою кандидатуру в том же самом избирательном округе, что и У. Рубусана, что привело к расколу африканских избирателей и победе кандидата-европейца.
Джабаву мог бы навсегда остаться в истории Южной Африки в качестве человека, предавшего интересы своих соплеменников, если бы не увенчались успехом его многолетние усилия по основанию первого высшего учебного заведения для африканцев — Колледжа Форт-Хейр. Основной организационной силой кампании являлась Туземная образовательная ассоциация, активным членом которой являлся Джабаву, а также газета «Имво», ставшая её рупором. С их помощью был организован сбор средств по всей Южной Африке. В 1916 году первый африканский колледж был открыт. До своей смерти в 1921 году Джабаву оставался членом управляющего совета колледжа, а его старший сын, Дэвидсон Д. Т. Джабаву, стал одним из первых штатных преподавателей. По настоянию Джона Тенго Джабаву колледж был открыт как для мужчин, так и для женщин, а условия поступления должны были обеспечить доступность высшего образования для африканцев.